# 小島秀雄
小島 秀雄（こじま ひでお、1896年〈明治29年〉4月5日 - 1982年〈昭和57年〉3月22日）は、日本の海軍軍人。最終階級は海軍少将。3度に及ぶドイツ駐在歴があり、戦後には日独友好にも尽力した。

## 人物
1896年（明治29年）、兵庫県神戸市生まれ。旧制第一神戸中学校を経て、海軍兵学校卒業。

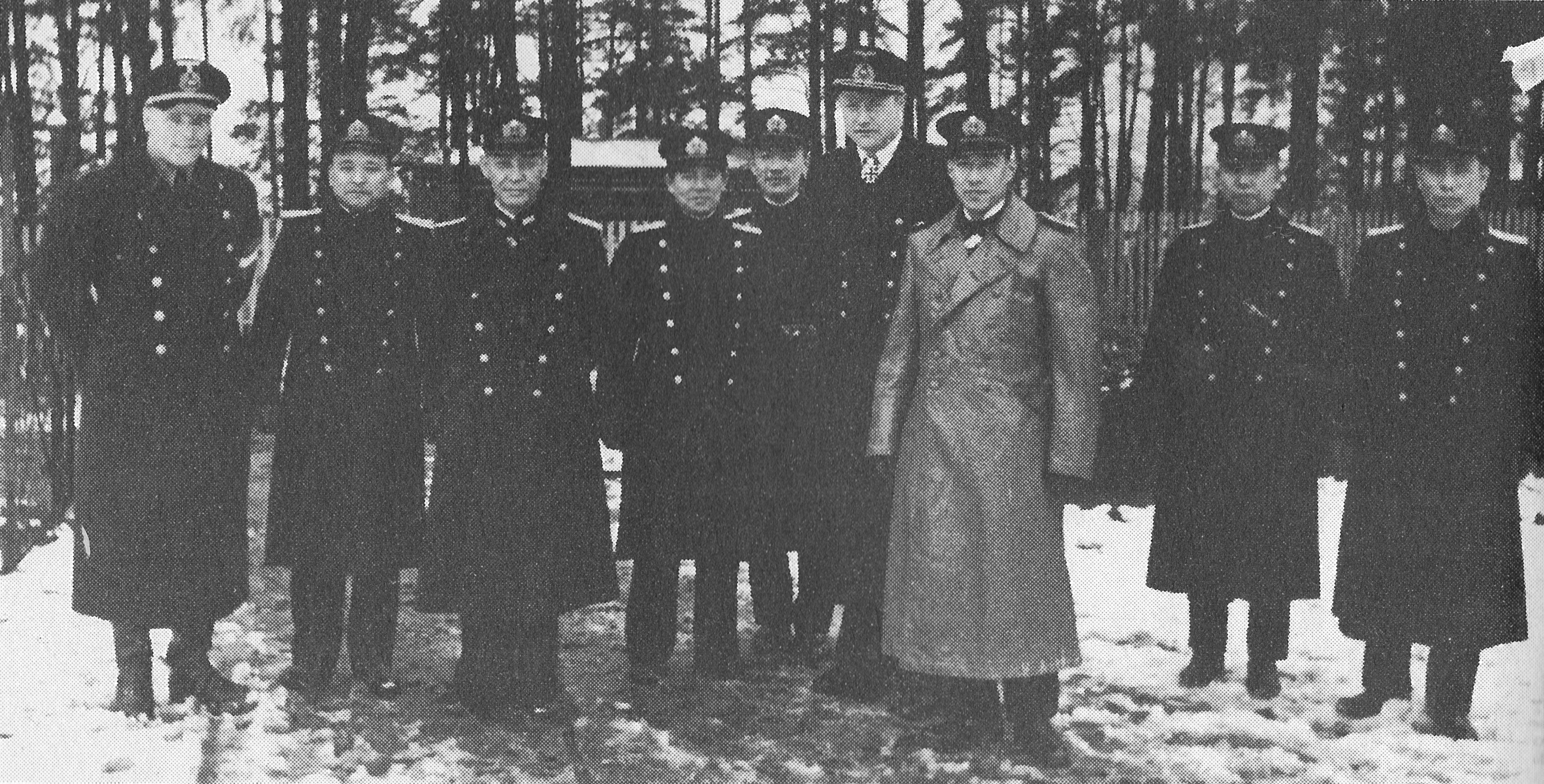
ドイツ・シュレジアにて海軍演習場を視察する遣独使。（右から３人目が小島秀雄武官）

海軍兵学校（第44期）では、入校時成績順位 100名中第5位、卒業時成績順位 95名中第7位と、成績優秀だった。日本海軍には珍しく、自他共に認める親ドイツ派の海軍軍人として鳴らし、そのため部内では、「ドイツ小島」と呼ばれることもあった。
ドイツ駐在は3回に及んだが、同じくドイツとの関係が深く、1938年（昭和13年）からは駐ドイツ大使も務めた陸軍軍人で親ナチスの大島浩とは犬猿の仲だった。一方、反ナチス派としてヒトラー暗殺未遂事件に連座し大戦末期に処刑された諜報部長 ヴィルヘルム・カナリスとの仲で知られた。
終戦後はカトリックに改宗、「イグナチウス・ロヨラ・秀雄」との洗礼名を持った。晩年には日独協会の副会長職を務め、同会会長だった三井高陽とともに、日独友好に尽力した。その功績を評価した西ドイツ政府から功一級連邦功労大十字章を授与されており、また1979年（昭和54年）に行われた海上自衛隊のヨーロッパ遠洋航海に際しては、ドイツ政府からドイツへの招待を受けた。日独協会在任中には、ベルリン駐在時代の小島の部下であった海軍武官補佐官・豊田隈雄（海兵51）が、常務理事として再び小島を補佐した。

## 年譜
- 1896年（明治29年）4月5日 - 兵庫県神戸市生
- 1913年（大正2年）9月3日 - 海軍兵学校入校 入校時成績順位100名中第5位
- 1916年（大正5年）11月22日 - 海軍兵学校卒業 卒業時成績順位95名中第7位・任 少尉候補生・装甲巡洋艦「八雲」乗組・練習艦隊近海航海出発 有明湾~鹿児島~佐世保~青島~威海衛~大連~鎮海~舞鶴~安下庄~大阪~鳥羽~清水方面巡航
- 1917年（大正6年）
  - 3月3日 - 帰着
  - 4月5日 - 練習艦隊遠洋航海出発 エスキモルト~バンクーバー~エスキモルト~サンフランシスコ~サントロペ~ホノルル~ヤルート~トラック~ヤップ~アンガウル~パラオ~香港~馬公~基隆~那覇方面巡航
  - 8月17日 - 帰着
  - 8月20日 - 戦艦「山城」乗組
  - 12月1日 - 任 海軍少尉
- 1918年（大正7年）
  - 8月20日 - 装甲巡洋艦「磐手」乗組
  - 11月21日 - 3等駆逐艦「菊月」乗組
- 1919年（大正8年）
  - 1月18日 - 2等巡洋艦「対馬」乗組
  - 2月1日 - 軽巡洋艦「龍田」乗組
  - 12月1日 - 任 海軍中尉・海軍砲術学校普通科学生
- 1920年（大正9年）
  - 5月31日 - 海軍水雷学校普通科学生
  - 12月1日 - 軽巡洋艦「北上」艤装員兼分隊長
- 1921年（大正10年）3月19日 - 海軍大学校選考科学生 東京外国語学校（現在の東京外国語大学）海軍委託学生・ドイツ語科
- 1922年（大正11年）12月1日 - 任 海軍大尉
- 1923年（大正12年）2月1日 - 在ドイツ日本大使館附海軍駐在武官府補佐官
- 1925年（大正14年）
  - 3月2日 - 帰着
  - 6月1日 - 戦艦「長門」分隊長
- 1926年（大正15年）12月1日 - 連合艦隊参謀兼第1艦隊参謀兼副官
- 1927年（昭和2年）12月1日 - 軍事参議官副官兼海軍軍令部出仕
- 1928年（昭和3年）12月10日 - 任 海軍少佐・海軍大学校甲種第28期学生
- 1930年（昭和5年）
  - 11月28日 - 海軍大学校甲種卒業 卒業時成績順位20名中第3位
  - 12月1日 - 河川用砲艦「熱海」艦長
- 1932年（昭和7年）3月10日 - 海軍兵学校教官兼監事
- 1933年（昭和8年）11月15日 - 任 海軍中佐・海軍省兼軍令部出仕
- 1934年（昭和9年）4月1日 - 海軍省副官兼軍令部出仕
- 1936年（昭和11年）
  - 2月1日 - 在ドイツ日本大使館附海軍駐在武官兼艦政本部造船造兵監督官兼航空本部造兵監督官
  - 7月1日 - 兼 在オランダ日本公使館附海軍駐在武官
- 1937年（昭和12年）
  - 7月1日 - 免 オランダ公使館附海軍駐在武官
  - 12月1日 - 任 海軍大佐
- 1938年（昭和13年）12月24日 - 帰着
- 1939年（昭和14年）5月25日 - 軍令部第3部第7課長兼大本営海軍参謀
  - 7月11日 - 海軍省兼軍令部出仕
  - 7月12日 - 軍事参議官大角岑生海軍大将独伊訪問随行
  - 12月9日 - 軍令部第7課長兼大本営海軍参謀
- 1941年（昭和16年）
  - 10月1日 - 横須賀鎮守府附
  - 10月15日 - 軽巡洋艦「香椎」艦長
- 1942年（昭和17年）
  - 6月25日 - 横須賀鎮守府附
  - 7月20日 - 軍令部第3部出仕
  - 7月30日 - 兼 大本営幕僚附
  - 9月1日 - 軍令部出仕兼大本営参謀
- 1943年（昭和18年）
  - 5月1日 - 任 海軍少将
  - 9月1日 - 在ドイツ日本大使館附海軍駐在武官兼艦政本部造船造兵監督長 兼 在フィンランド日本公使館附海軍駐在武官
  - 10月20日 - 第6艦隊司令部附訪独潜水艦担当
- 1944年（昭和19年）
  - 3月16日 - 免 第6艦隊司令部訪独潜水艦担当
  - 6月7日 - 免 在フィンランド日本公使館附海軍駐在武官 兼 在フランス日本大使館附海軍駐在武官
- 1945年（昭和20年）12月6日 - 予備役編入兼第2復員省充員召集
- 1946年（昭和21年）
  - 3月25日 - 充員召集解除
  - 4月 - 北海道牧場株式会社を設立（釧路町達古武沼にて。通称 霞ヶ関牧場を経営する）
- 1947年（昭和22年）11月28日 - 公職追放仮指定[1]
- 1982年（昭和57年）3月22日 - 死去

## 著作
- 『前ドイツ海軍長官の悲しい手紙』 （機関誌水交） 昭和30年・第23号
- 『ドイツ国立博物館へ日本海海戦の画を贈って』 （機関誌水交） 昭和32年・第53号
- （対訳）『ドイツ人教師の眼に映った戦後の日本の青少年の姿』 （機関誌水交） 昭和34年・第69号
- 『ヒットラーと私 （1~2）』 （機関誌水交） 昭和34年・第75-76号
- 『第二次世界大戦中インド洋及び西大西洋方面に作戦行動していたドイツ潜水艦の運命』 （機関誌水交） 昭和46年・第212号
- 『藤村義朗中佐の和平工作電は何故無視されたのか』 （機関誌水交） 昭和51年・第272号
- 『ドイツに渡された日本の航空魚雷』 （機関誌水交） 昭和51年・第273号

## 家族
海軍中将を務めた左近司政三は義兄。弟に哲学者の小島威彦。
終戦後にはカトリックに改宗した小島であったが、子息は同派の神父となった。